# New Hope (Minnesota)
Pour les articles homonymes, voir New Hope.
New Hope est une ville des États-Unis dans l'État du Minnesota ; elle est située dans la banlieue de Minneapolis, dans le comté de Hennepin. Elle était peuplée de 20 339 habitants lors du recensement de 2010.